# کهباد دو
کهباد دو، یا روستای تاریخی کول فرح،
روستایی در دهستان حومه شرقی از توابع بخش مرکزی شهرستان ایذه در استان خوزستان ایران است.
این روستا در فاصله حدود ۷ کیلومتری شمال شرقی شهر ایذه و در انتهای دشت ایذه قرار دارد.

## جمعیت
این روستا در دهستان حومه شرقی قرار دارد و براساس سرشماری مرکز آمار ایران در سال ۱۳۸۵، جمعیت آن ۱٬۴۴۸ نفر (۲۴۹خانوار) بوده‌است.که از طایفه عالی محمودی تیره فرضعلیوند می باشند.

## دسترسی
برای دسترسی به روستای کول‌فرح، از شهر ایذه می‌توان از طریق بلوار جهاد و پس از عبور از میدان جهاد، و سپس ورود به جاده ایذه-دهدز به این روستا رسید. پس از طی حدود ۲٫۵ کیلومتر، به روستای کول‌فرح می‌رسید.

## جاذبه‌های تاریخی
در نزدیکی روستای کول‌فرح، تنگه کول فرح واقع شده‌است که تپه کول فرح و سنگ‌نگاره کول‌فرح در آن است، و شامل شش نقش برجسته بااهمیت متعلق به دوره تمدن عیلامیان می‌باشد.